# Vrije Universiteit Brussel

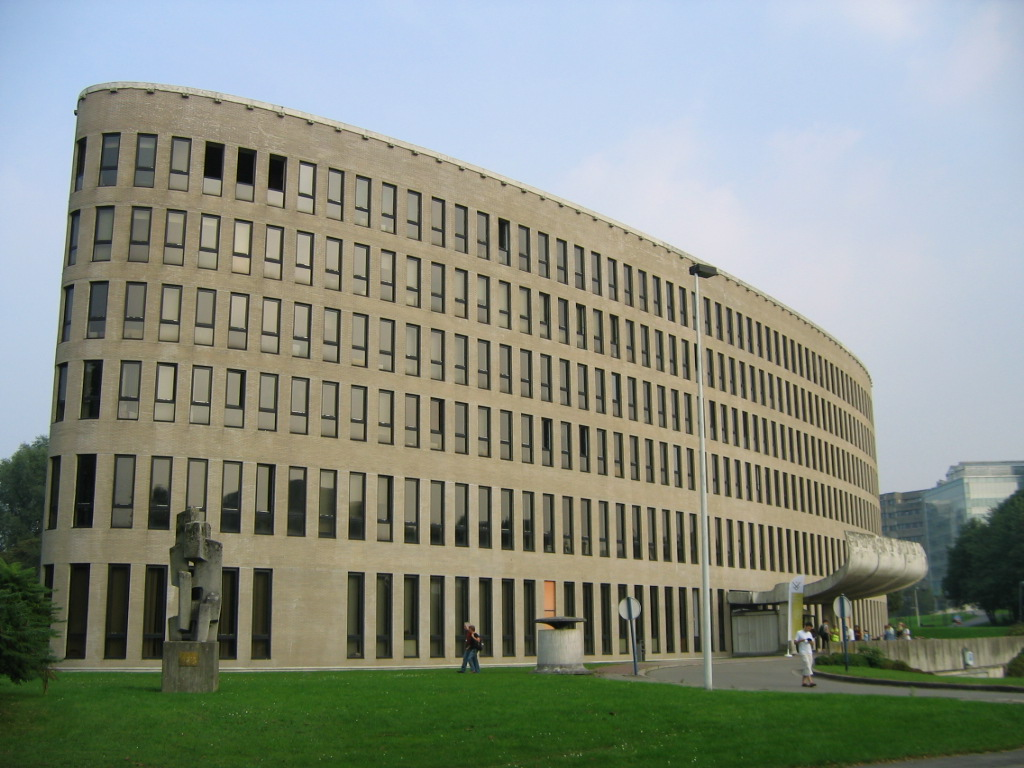
Braemgebouw Rectoraatsgebouw van de VUB

De Vrije Universiteit Brussel is een vrijzinnige en Nederlandstalige universiteit in Brussel. De hoofdcampus van de VUB ligt op het voormalig oefenplein in de gemeente Elsene (ook bekend als ‘’Brussels Humanities, Sciences & Engineering Campus’’). Verder zijn er afdelingen in Jette, Anderlecht, Gooik en Oostende. Verspreid over deze campussen telt de universiteit 8 faculteiten en 83 opleidingen, goed voor een totaal van 22.313 studenten. Daarnaast zijn er 3.978 personeelsleden actief, waarvan 2749 met een academische functie. Sinds maart 2022 is professor Jan Danckaert rector ad interim van de VUB. In juni 2022 werd hij verkozen om die functie vanaf academiejaar 2022-2023 officieel uit te voeren.

## Filosofie
De VUB splitste zich in 1969 af van de Franstalige Brusselse universiteit Université libre de Bruxelles, een vrijzinnige en antiklerikale academische instelling die ontstond als onmiddellijke reactie op de stichting van de Katholieke Universiteit (Mechelen, Leuven) in 1834-1835. Dit vrijzinnige grondbeginsel vormt ook de ideologische basis van de Vrije Universiteit Brussel. Daarop voortgaand heeft de VUB heeft het principe van het vrij onderzoek in het eerste artikel van haar organiek statuut geschreven: ‘’De Vrije Universiteit Brussel [...] grondt haar onderwijs en maatschappelijke en wetenschappelijke dienstverlening op het beginsel van het Vrij Onderzoek ten bate van de vooruitgang van de Mensheid. Dit houdt de verwerping in van elk louter gezagsargument en de waarborg van vrije oordeelvorming, nodig voor de maatschappelijke inschakeling van dit basisbeginsel.’’ In de leuzen van de VUB komt deze filosofische basis ook naar voren. In de eerste plaats is er de Latijnse spreuk ‘'scientia vincere tenebras’’ (door wetenschap de duisternis overwinnen); daarnaast wordt ook volgende bekende quote van wiskundige en wetenschapsfilosoof Henri Poincaré gebruikt:

Het denken mag zich nooit onderwerpen, noch aan een dogma, noch aan een partij, noch aan een hartstocht, noch aan een belang, noch aan een vooroordeel, noch aan om het even wat, maar uitsluitend aan de feiten zelf, want zich onderwerpen betekent het einde van alle denken.

Het zegel van de VUB verwijst op zijn beurt naar de Tachtigjarige Oorlog, meer bepaald de strijd van de protestantse Geuzen en de Prins van Oranje tegen de Spaanse overheersing en de inquisitie in de 16e eeuw. De strijd van de geuzen groeide in Vlaamse vrijzinnige milieus uit tot symbool van het verwerpen van het klerikale gezag en katholieke dogma's. Bij haar ontstaan koos de VUB ervoor deze elementen in haar schild te verwerken, omdat het enerzijds het Nederlandstalige karakter van de VUB benadrukte en anderzijds de vrijzinnige basis naar voren bracht. Het betreft twee bedeltassen met daarboven samengeslagen handen en een oranje-wit-blauw schild (de kleuren van de prinselijke vlag van Oranje).

## Geschiedenis

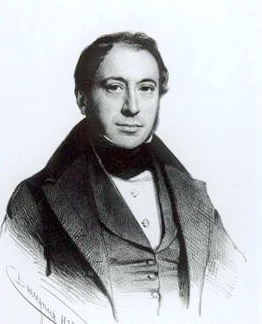
Pierre-Théodore Verhaegen

De Vrije Universiteit Brussel ontstond als onafhankelijke academische instelling in 1969 toen de vrijzinnige en tweetalige Université libre de Bruxelles - Vrije Universiteit Brussel werd gesplitst in een aparte Nederlandstalige en Franstalige universiteit. Daarbij bleef de ideologische grondslag van de oorspronkelijke Vrije Universiteit behouden maar ging de VUB afzonderlijk verder met het onderwijs van Nederlandstalige studenten. De gemeenschappelijke geschiedenis van beide universiteiten gaat echter terug tot 20 november 1834. Op deze dag richtte de Brusselse advocaat Pierre-Théodore Verhaegen de Université libre de Belgique op, kort nadien hernoemd tot "Université libre de Bruxelles". De nieuwe universiteit kwam er als reactie van de vrijzinnigen op de nieuwe Katholieke Universiteit van Mechelen waarvan de oprichting op ongerustheid stootte bij de liberale opinie en de loge Les Amis philanthropes, waarvan Verhaegen de leiding had. De ULB moest een academische instelling worden die in tegenstelling tot de rijksuniversiteiten van Luik, Gent en toen nog Leuven, onafhankelijk zou zijn van de staat en evenmin beïnvloed zou worden vanuit de klerikale macht, zoals de katholieke universiteiten.

### Vlamingen op de ULB
Het Belgische universitaire landschap was ten tijde van de oprichting van de ULB eentalig Frans, wat het zou blijven tot de eerste helft van de 20e eeuw. Van studenten, ongeacht hun moedertaal, werd verwacht dat zij het Frans machtig waren en het gebruikten in hun dagelijkse omgang. Dit zorgde zowel voor een groei als een instandhouding van de toenmalige verfransing van het land, die ook in Brussel zeer sterk aanwezig was. Niet enkel was het Frans als Europese cultuurtaal de ‘’Lingua Franca’’ in academische en wetenschappelijke kringen, ook was het onontbeerlijk om na het afstuderen carrière te kunnen maken in het jonge België. Het Nederlands werd eerder beschouwd als een boerse combinatie van verschillende dialecten dan een echte taal, gelijkwaardig aan het Frans. De talrijke studenten die het Nederlands als moedertaal hadden moesten dus noodgedwongen alle lessen in het Frans volgen.
Vanaf de jaren 1840 kwam er vanuit Vlaamse intellectuele en culturele kringen protest op deze verdringing van het Nederlands. Ook onder Vlaamse studenten, die uit deze kringen voortkwamen, leefde vormen van cultuurflamingantisme. Op de ULB resulteerde dit in 1856 de oprichting van het ‘’Nederduitsch Taalminnend Genootschap Schild en Vriend’’, een studentenvereniging die bestond uit Vlaamse studenten op de ULB. Het was vooral een letterkundige beweging die zich niet politiek opstelde en al na enkele jaren doodbloedde. In 1870 werd de ‘’Vrijzinnige studentenvereniging’’ opgericht als opvolger van Schild en Vriend en in 1880 werd deze bijgestaan door de ‘’Vlaamschen Studentenkring van Brussel’’, die onder de riedel ‘Geen Taal Geen Vrijheid’ een coëxistentie tussen het Nederlands en het Frans in Brussel en op de ULB voorvocht, zonder hierbij het literaire karakter af te zweren. De Vlaamse studentenverenigingen op de ULB kenden een bescheiden succes in de jaren voor de Eerste Wereldoorlog, waarbij in 1891 zelfs een uitzonderlijke Nederlandstalige cursus (‘’Nederlandse Rechtstaal’’) kon worden afgedwongen. Ook onder het academisch personeel waren Vlamingen en zelfs cultuurflamingranten te vinden, alsook aanhangers van verschillende Vlaamse bewegingen. Léon Vanderkindere (rector van de ULB tussen 1880-1882 en 1891-1892) was zelfs lid van "de Veldbloem" en “Vlamingen vooruit”, twee belangrijke Vlaamsgezinde organisaties.

### Naar een tweetalige ULB
Hoewel er nog steeds veel Nederlandstalige studenten studeerden op de ULB, nam het belang van de meeste Vlaamsgezinde studentenverenigingen sterk af in de nasleep van de Grote Oorlog. Elders in Vlaanderen vonden wel belangrijke ontwikkelingen plaats op het academische toneel. Zowel Nederlandstalige studenten als academici en politici begonnen meer en meer druk te leggen op de universitaire besturen en de overheid om een grotere plaats te voorzien voor het Nederlands in het hoger onderwijs. De Universiteit van Gent werd als gevolg hiervan in 1930 als eerste universiteit volledig vernederlandst en op de Katholieke Universiteit te Leuven vonden zes jaar later bijna alle opleidingen in twee talen plaats.
Op de ULB nam de Faculteit Rechtsgeleerdheid opnieuw het voortouw op dit vlak door vanaf 1935 een volledige opleiding in het Nederlands aan te bieden. De volgende opleiding die in twee talen aangeboden zou worden kwam er pas na de Tweede Wereldoorlog. Vanaf 1955 begon de faculteit Letteren en Wijsbegeerte met Nederlandstalige opleidingen in de Romaanse filologie en Wijsbegeerte. In datzelfde jaar werd de VNVHO (Vereniging voor Nederlands Vrijzinnig Hoger Onderwijs) opgericht, bestaande uit Oud-studenten en Politici die de tweetaligheid nastreefden. Zij werden bijgestaan door de Oudstudentenbond, die een jaar later werd opgericht. Mede door hun impuls groeide Nederlandstalige onderwijs aan de ULB-VUB geleidelijk aan uit tot een volwaardig opleidingsaanbod. Omstreeks 1963 boden alle faculteiten aan de ULB-VUB ook Nederlandstalige opleidingen aan en kan de universiteit gezien worden als volwaardige tweetalige universiteit. Het aantal Vlaamse studenten nam dan ook zeer sterk toe. Op dat ogenblik vonden alle lessen nog voornamelijk plaats op Campus Solbos, vandaag nog steeds de hoofdcampus van de ULB.

### Splitsing ULB en ontstaan VUB

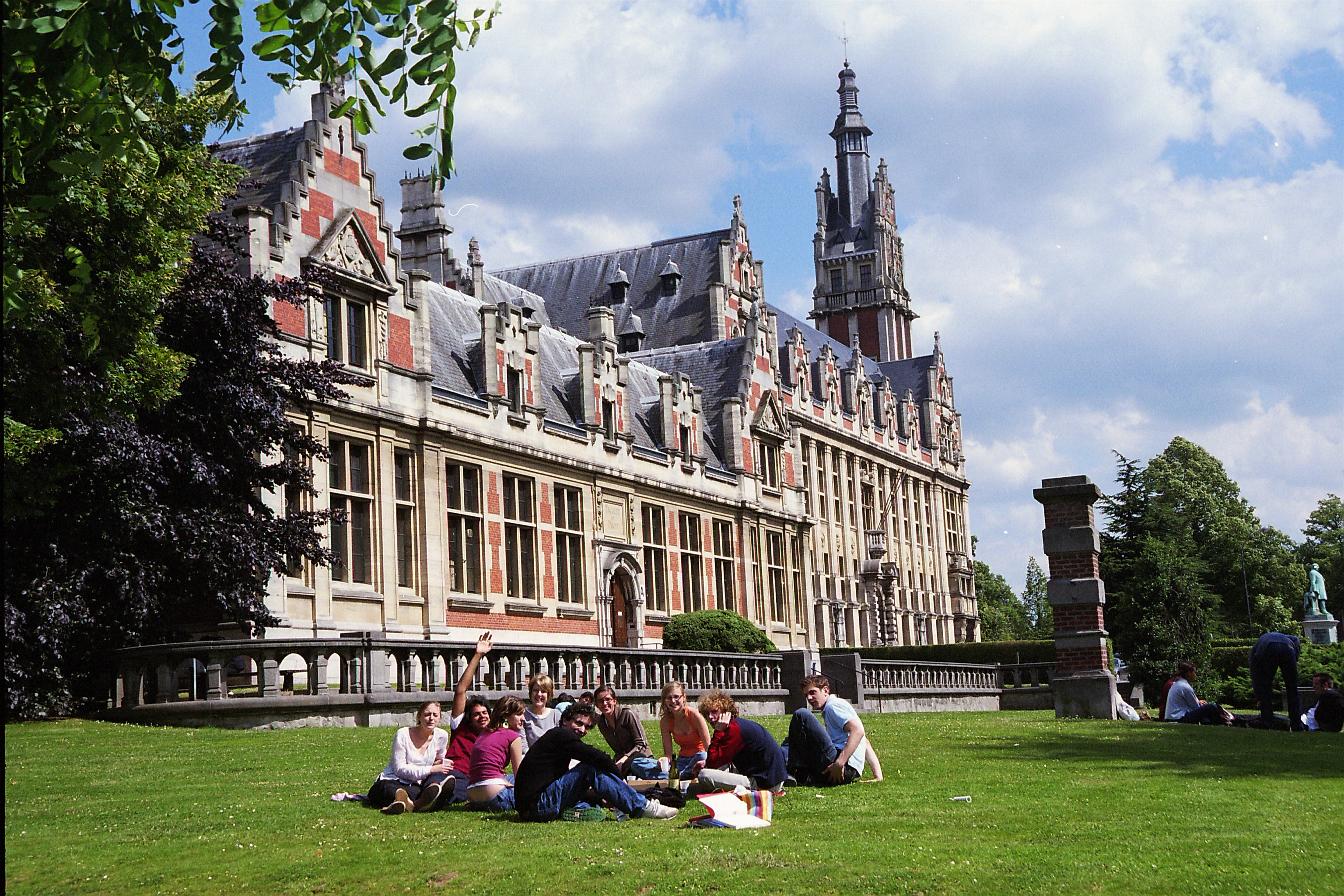
Campus Solbos van de ULB, waar de lessen van de VUB in de eerste jaren van haar bestaan nog plaatsvonden

De nasleep van de Parijse studentenrevolte van mei 1968 was ook in België sterk voelbaar. Net als in heel Europa kwamen studenten op straat voor onderwijshervormingen en inspraak. In Leuven nam dit vooral de vorm aan van een revolte tegen de Franstalige invloed op de katholieke universiteit aldaar, wat uiteindelijk leidde tot een splitsing van de Katholieke Universiteit te Leuven (UCL-KUL) tussen de KU Leuven en de UCLouvain. Ook in Brussel op de ULB-VUB waren spanningen voelbaar, al werd de talenkwestie hier niet zo op de spits gedreven als in Leuven en kwam het hier niet tot grootschalige protesten van Vlaamse studenten. Nederlandstaligen en Franstaligen protesteerden niet zelden gezamenlijk voor meer democratisering van het onderwijs.
Desalniettemin waren er ook stemmen om de tweetalige universiteit (al dan niet deels) te splitsen. Vanuit verenigingen zoals het Brussels Studentengenootschap, de Vereniging van Vlaamse Professoren-Brussel en de VNVHO kwam in 1968 de eis dat de ULB-VUB een tweedelige democratische universiteit zou worden, met een gescheiden Nederlandstalige en Franstalige Boekhouding. Deze bewegingen waren echter niet voor een volledige splitsing, en vonden dat de ULB-VUB voor haar academische activiteiten één geheel moest blijven vormen. Concreet wilde men een structuur met twee rectoren, twee raden van bestuur en afzonderlijke facultaire raden per taal. Het idee werd positief ontvangen door het bestuur van de universiteit. Ook aftredend rector van de ULB-VUB, Marcel Homès vond dat de voorgaande structuur van de universiteit niet langer houdbaar was en uitte zich als voorstander van het tweedelige systeem. Later VUB-rector Aloïs Gerlo en Frans De Pauw sloten zich hierbij aan en dachten zelfs aan een volledige administratieve splitsing. De verdubbeling werd gepland voor de eerste oktober van 1969, vanaf wanneer het Nederlandstalige deel van de ULB-VUB als Vrije Universiteit Brussel door het leven zou moeten gaan.
Gelijk met deze ontwikkelingen dook nog een ander element op dat de splitsing bevorderde: de toenmalige communautaire twisten in België. Door de wafelijzerpolitiek moest er langs Vlaamse kant een compensatie komen voor de afgesplitste Université catholique de Louvain en de bouw van Louvain-La-Neuve. Hierdoor kwam er uit politieke hoek een sterke druk om over te gaan tot een juridische scheiding van de in 1911 officieel benoemde "Université libre de Bruxelles - Vrije Hogeschool Brussel" in een afzonderlijke Franstalige en Nederlandstalige universiteit. Dit politieke gewicht werd nog eens versterkt door de nakende staatshervorming van 1970. Bij deze hervorming zou de stichting van de gewesten in werking treden en de iets later ontstane gemeenschappen aankondigingen, waarbij het onderwijs niet langer een federale bevoegdheid werd. De tweetalige universiteit in Brussel zou hierdoor een moeilijk geval worden. Uiteindelijk werd daarom besloten om over te gaan tot een definitieve juridische ontbinding van de ULB-VUB en het stichten van twee juridisch onafhankelijke universiteiten. Sommige onderzoekscentra zouden wel nog gedeeld blijven. Vanuit de studenten zelf kwam er zowel steun als protest tegen de splitsing. Vooral het wegvallen van de sociale contacten die voortkwamen uit mengeling tussen Franstaligen en Nederlandstaligen werd betreurd.
Op 24 april 1969 wordt een wetsvoorstel ingediend om de VUB en ULB aparte rechtspersoonlijkheden toe te wijzen, zodat ze als volledig afzonderlijke universiteiten kunnen voortbestaan. Dit bleek niet eenvoudig aangezien de regering op hetzelfde ogenblik ook de splitsing van de UCL-KUL in Leuven moest regelen. Men wilde beide splitsingen in één keer aanpakken en door de aanhoudende moeilijkheden die hiermee gepaard gingen werd het hele proces vertraagd. Uiteindelijk wachten de VUB en ULB niet op de toekenning van de rechtspersoonlijkheden en gaat de nieuwe Vrije Universiteit Brussel, zoals gepland van start bij aanvang van het academiejaar 1969-1970. Enkele maanden later, op 28 mei 1970 wordt het wetsontwerp uiteindelijk toch ondertekend door Koning Boudewijn: de oorspronkelijke ULB-VUB werd ontbonden en twee universiteiten, ULB en VUB, gesticht. Omdat de Leuvense splitsing nog niet effectief plaats had gevonden ging dit daar anders, waar de oorspronkelijke rechtspersoonlijkheid "Université catholique de Louvain - Katholieke Universiteit te Leuven" niet werd ontbonden maar gesplitst.

### Uitbouw van de campussen

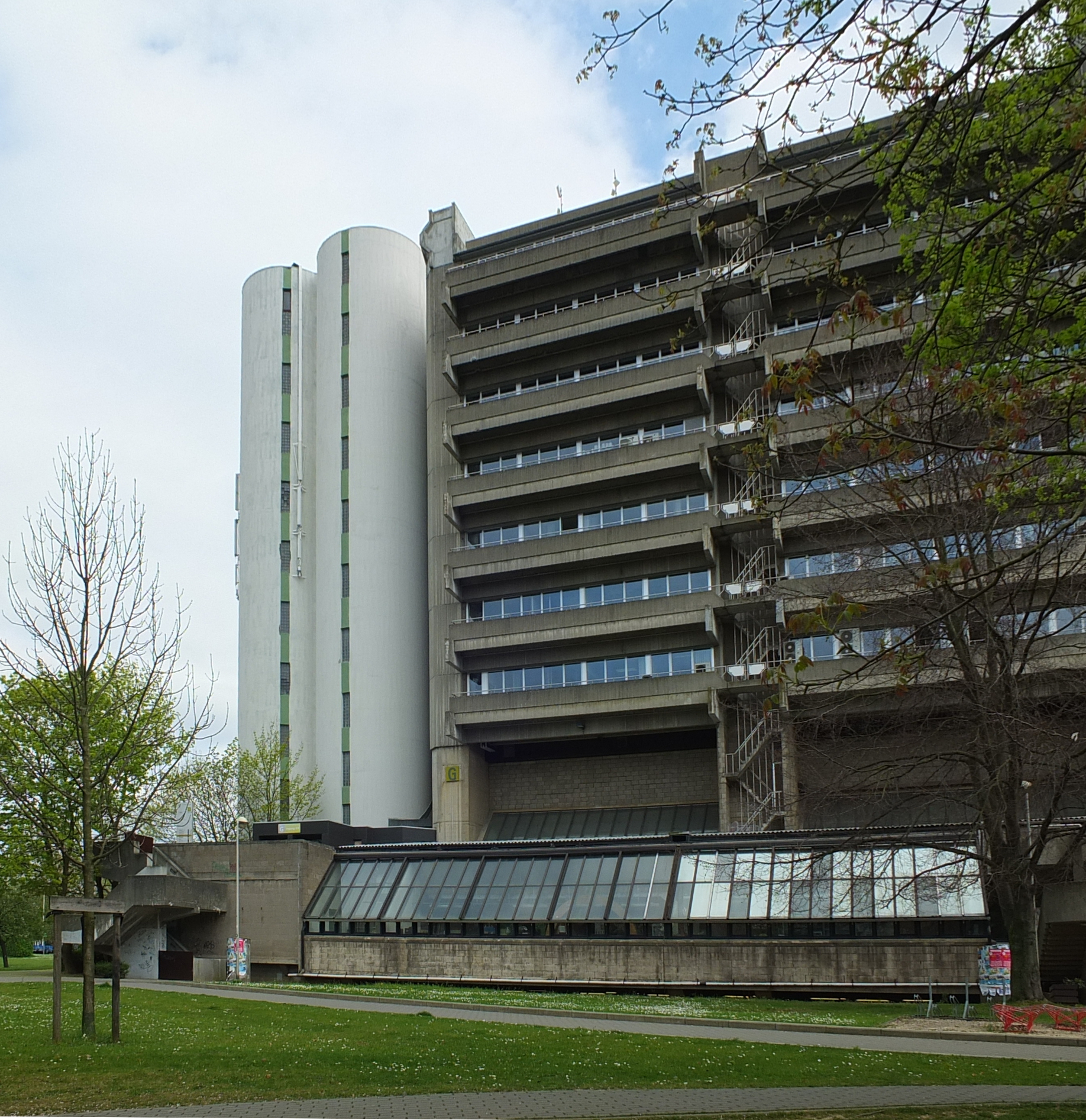
Gebouw F van de VUB, een van de weinige uitgevoerde delen van het plan Le Maresquier

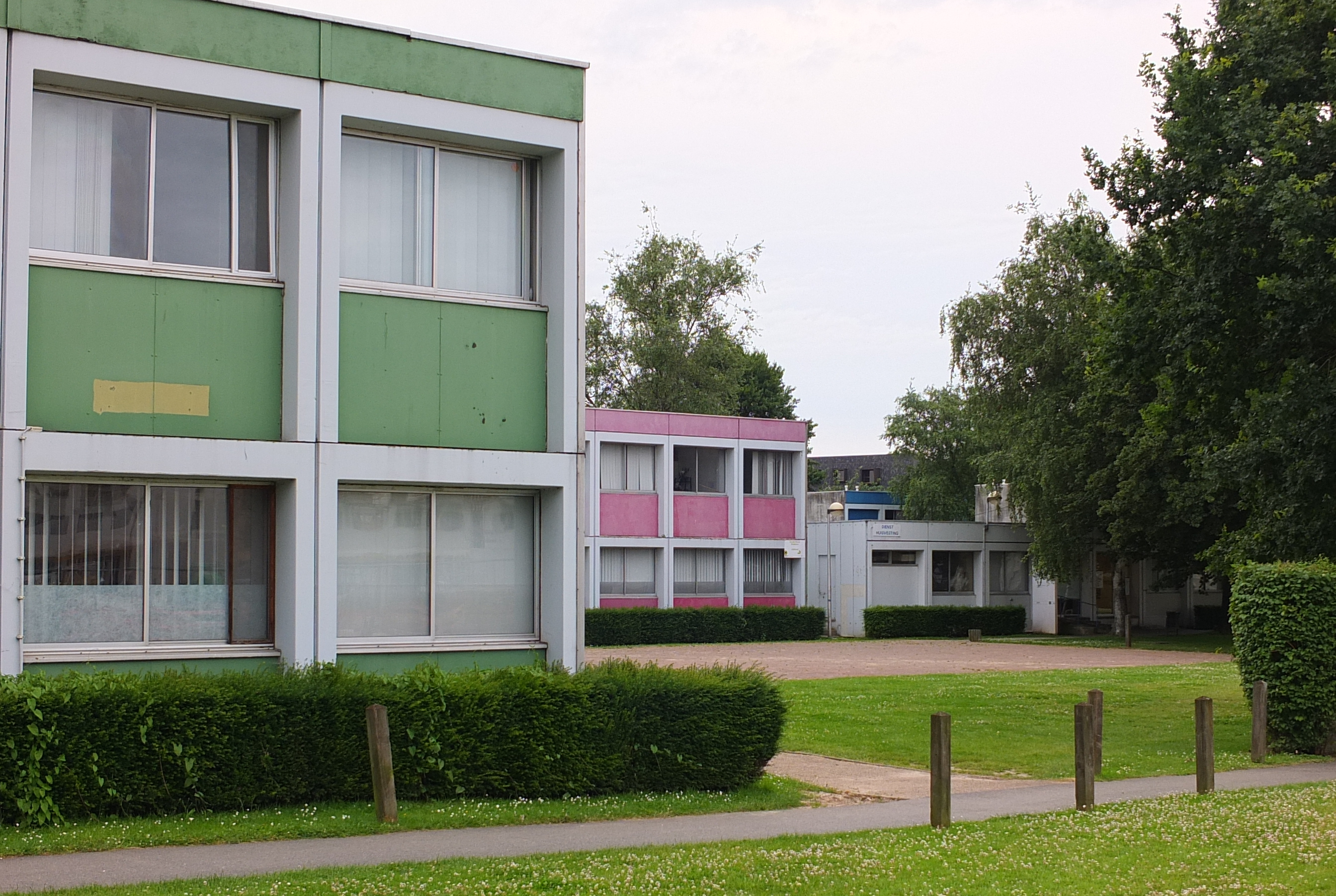
Studentenhuizen, ontworpen door Willy Van Der Meeren

De eerste lessen van de VUB in 1969 vonden nog steeds plaats op Campus Solbos, in de gebouwen van de ULB. Op termijn moest de nieuwe universiteit wel een eigen terrein krijgen. In 1969 kocht de ULB een voormalig oefenplein van het Belgisch leger op van de Brusselse gemeente Elsene. Het terrein van 43 hectare was oorspronkelijk voorzien om een nieuwe ULB-campus op te richten zodat de universiteit haar almaar groeiende studentenaantal kon huisvesten, maar de helft hiervan werd nu afgestaan aan de VUB, zodat deze haar eigen campus kon uitbouwen, de Campus Etterbeek.
Door de VUB en ULB, die op dat ogenblik nog één rechtspersoon vormden, werd een "massaplan" opgesteld om het lege terrein vorm te geven. Het plan bood plaats aan twee campussen, een voor elke universiteit, die van elkaar gescheiden waren. Verder moest er ook veel groen en sportinfrastructuur komen. Om het plan zo goed mogelijk vorm te geven organiseerde beide universiteiten samen een grootschalige architectuurwedstrijd. De wedstrijd had succes en er werden 217 ontwerpen ingestuurd uit twaalf verschillende landen. Het winnende ontwerp kwam van de Franse architect Noël Le Maresquier in wiens plan de beide campussen letterlijk met de rug naar elkaar toe stonden gebouwd. Zowel de VUB en de ULB konden zich vinden in het project, omdat men vond dat het grote architecturale eenheid had en toch de eigenheid van de universiteiten benadrukte. Vanuit architecturale kringen kwam er echter kritiek op het ontwerp, dat voor velen banaal, vormeloos en louter functioneel bevonden werd. Kunstcriticus Geert Bekaert verdacht de academische overheden er zelfs van dat de hele wedstrijd slechts een schijnvertoning was en het concrete plan al op voorhand vast lag.
Het winnende campusontwerp werd uiteindelijk slechts in beperkte mate uitgevoerd. Wegens meningsverschillen met de architect en een tekort aan financiële middelen haakte de ULB al vrij snel af van het project en werd langs VUB-kant de invloed van Le Maresquier sterk beperkt. Voor verschillende gebouwen werden andere architecten onder de arm genomen zoals Renaat Braem, die het elipsvormige rectoraatsgebouw ontwierp, en Willy Van Der Meeren die een bijzonder complex van studentenhuizen uittekende. Tussen 1975 en 1977 waren de meeste gebouwen gebruiksklaar en kon de VUB definitief volledig verhuizen naar haar eigen campus. Later werden nog verschillende gebouwen toegevoegd, zoals het studentenrestaurant en het Q-gebouw, met vier aula’s die via een ingenieus draaisysteem tot één grote kunnen worden omgevormd.
Al bij de splitsing van de VUB en de ULB was ook een eigen universitair ziekenhuis voorzien voor de Nederlandstaligen. De VUB kreeg de toelating om een eigen medische campus uit te bouwen, mede dankzij politieke steun. Slechts een minderheid van de toenmalige Brusselse ziekenhuizen was Nederlandstalig en het UZ Brussel zou daarin verandering kunnen brengen. Daar er op het oefenplein in Elsene geen plaats was voor het uitbouwen van een ziekenhuiscomplex viel het oog op een terrein aan het Laarbeekbos in Jette. Het Universitair Ziekenhuis Brussel werd uitgebouwd in eenvoudige monolithische architectuur, wat paste bij de filosofie van het gebouw, waarin de patiënt centraal moest staan. Het gebouw werd officieel geopend op 13 oktober 1977. Het Oncologisch centrum, kinderziekenhuis en tandheelkundig instituut werden respectievelijk in 1984, 1985 en 1987 geopend.

### Eerste decennia van de VUB
In de eerste jaren van haar ontstaan begint de jonge universiteit met het uitbouwen van de verschillende faculteiten en het opkopen van gebouwen en gronden voor de uitbouw van haar campussen. Honderden onderzoeksgroepen, waarvan sommigen nog gedeeld met de ULB, werden ingericht en de VUB probeerde door haar specifieke filosofie op onderzoek een plaats te veroveren in het internationale academische landschap. Bij aanvang werd gepland om van de VUB een ‘basisuniversiteit’ te maken, waarbij men een zeer breed assortiment aan opleidingen wilde aanbieden. Door vele besparingen die in de jaren ‘80 werden doorgevoerd kon dit plan nooit volledig worden uitgevoerd en moest de universiteit haar aantal opleidingen zelfs beperken. Dit had echter geen weerslag op de aangroei van de VUB. Bij haar oprichting was voorzien dat ze maximaal 5500 studenten mocht tellen, maar dit aantal werd in 1980 reeds overschreden. Twintig jaar later groeide het studentenaantal tot ongeveer 9000, terwijl het aantal opleidingen gelijk bleef.
Vele studenten kozen destijds voor de VUB omdat het inschrijvingsgeld slechts 10.000 toenmalige Belgische frank bedroeg, wat minder was dan op andere universiteiten. Dit veranderde met de invoering van het Coensdecteet in 1990, waarbij de toenmalige Vlaamse minister van onderwijs Daniël Coens het universitaire landschap wilde hertekenen. Een van de maatregelen was een indexering van de inschrijvingsgelden, maar er waren ook andere financiële gevolgen voor de VUB. Zo werd de subsidiëring niet langer op het globaal aantal studenten berekend maar op het aantal studenten per faculteit. Hierdoor kregen kleinere faculteiten het moeilijk. Er werd bovendien gevreesd voor het schrappen van opleidingen en het samenvloeien van faculteiten. Het decreet werd door de studenten ontvangen door hevige protesten, waarbij straten bezet werden en studenten slaags raakten met politie en rijkswacht. Bijgestaan door Gentse en Leuvense opstandelingen werden de hoofdkwartieren van de Vlaamse meerderheidspartijen CVP, SP en VU door studenten bezet. Een aangepaste versie van het decreet werd goedgekeurd in 1991. De protesten bleven nog enkele jaren voortduren.
In 1991 nam Jean Renneboog ontslag als rector van de VUB nadat hij in verdenking werd gesteld van de moord op zijn vrouw, die volgens hem was omgekomen bij een verkeersongeval. Uiteindelijk bekende hij dat hij zijn vrouw zelf om het leven had gebracht en werd de oud-rector veroordeeld tot een celstraf van 15 jaar. In 1997 kwam de man vervroegd vrij.

### Heden
De laatste jaren zoekt de VUB opnieuw meer toenadering tot haar Franstalige tegenhanger, waarbij er verschillende gezamenlijke projecten worden uitgewerkt. In 2017 raakte bekend dat de VUB samen met de ULB een nieuwe campus zal uitbouwen onder de naam ‘’Usquare’’ in de voormalige rijkswachtkazernes van Etterbeek. Hier zouden nieuwe leslokalen en studentenkoten komen waarvan beide universiteiten gebruik zullen maken. Daarnaast is een gezamenlijk onderzoekscentrum op de grens van de twee campussen op het oefenplein gepland. Op academisch vlak zijn er eveneens verschillende samenwerkingen, waarbij de VUB-studenten ook les krijgen op de ULB en vice versa.
De VUB investeerde het laatste decennium fors in nieuwe infrastructuur op de campus. Zo werd een complex met meer luxueuze studentenkamers opgetrokken in 2013, werd een nieuw zwembad gebouwd in 2018 en wordt een nieuw gebouw met een feestzaal, studentenkoten en leslokalen voltooid in 2019. De historisch geklasseerde studentenkoten gebouwd door Willy Van Der Meeren worden gerestaureerd, alsook het rectoraatsgebouw van de hand van Renaat Braem.
Op academisch vlak zijn er verschillende opleidingen verdwenen en bijgekomen. De opleiding tandheelkunde van faculteit Geneeskunde en Farmacie werd in 2008 geschrapt en sinds 2012 biedt de faculteit Letteren en Wijsbegeerte de opleiding Latijn niet meer aan. Anderzijds zette de universiteit wel in op nieuwe, Engelstalige opleidingen met het oog op internationalisering, zoals de Bachelor of Social Sciences of de bachelor of Linguistics and LiteraryStudies). In 2014 kreeg de oudste journalistenopleiding van het land onderdak aan de VUB. Ze ontstond in 2000 als voortgezette opleiding aan de Erasmus Hogeschool Brussel en vervolgens in 2014 als masteropleiding journalistiek aan de VUB.

## Campussen
De VUB telt vier eigen campussen, waarvan drie gebruikt worden voor lesgeven en één uitsluitend voor onderzoek. Vroeger had de universiteit ook nog extra onderzoekscentrum in Sint-Genesius-Rode, dat het deelde met de ULB. Dit complex werd in 1963 gebouwd voor onderzoek rond biotechnologie en moleculaire biologie. Vanaf de jaren negentig was hier door de grote groei een tekort aan lokalen ontstaan en mede onder impuls van de communautarisering verhuisde de ULB haar activiteiten van Sint-Genesius-Rode naar Gosselies, de VUB verliet het centrum in 2003.

### Brussels Humanities, Sciences & Engineering Campus

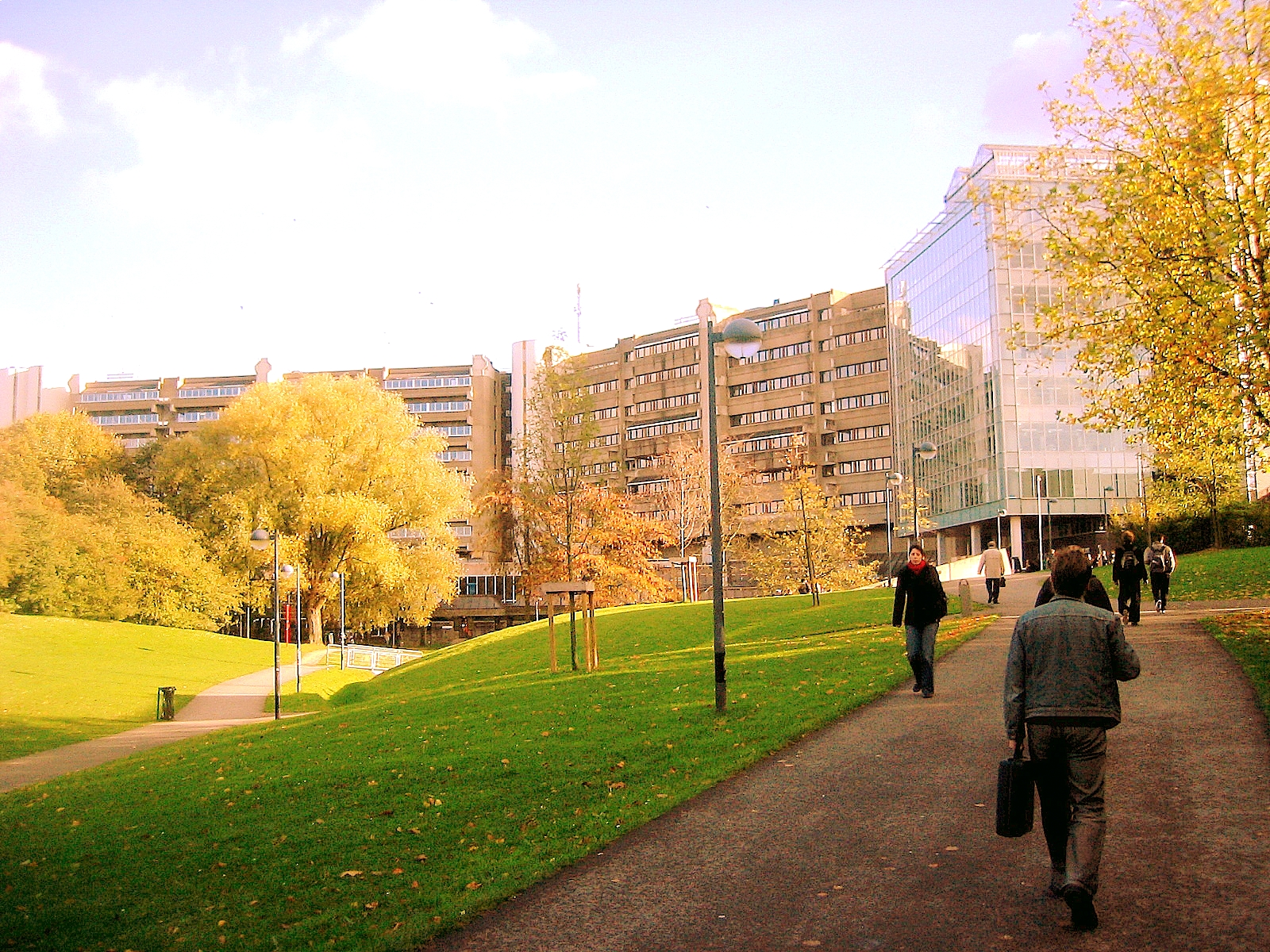
De campus Etterbeek van de Vrije Universiteit Brussel

De Brussels Humanities, Sciences & Engineering Campus (eerder en nog steeds gekend onder de naam Campus Etterbeek), die in feite geheel in Elsene gelegen is, op de grens van Oudergem en Etterbeek, is de hoofdcampus van de VUB. Onder andere het rectoraat, alle faculteiten (behalve de Geneeskunde en Farmacie) en de administratieve en technische diensten zijn er gevestigd. Verder telt deze campus een bibliotheek, een groot sportterrein, een zwembad, een fitness van keten Basic-Fit, drie verschillende complexen met studentenkoten en een studentenrestaurant. In de nabije omgeving van deze campus zijn nog verschillende gebouwen aangekocht of gebouwd door de VUB, waarin studentenkoten, laboratoria, leslokalen en administratieve diensten gevestigd zijn. Sinds 2017 is bekend dat de VUB samen met de ULB zal intrekken een deel van de voormalige rijkswachtkazerne van Elsene, om de groei van beide universiteiten te kunnen blijven opvangen.
De campus VUB heeft een eigen tramhalte, die bediend wordt door tramlijnen 7 en 25 van de MIVB, alsook een eigen halte voor bussen van de Lijn. Verder ligt het treinstation van Etterbeek parallel met de campus, net als metrolijn 5, waarvan halte Pétillon het dichtst bij de VUB gelegen is. (Ook het treinstation ligt grotendeels op Elsene.)
In de jaren tachtig kocht de VUB een terrein aan gelegen recht tegenover haar campus. Deze grond bevatte ook twee ijskelders uit 1870. Deze ruimtes werden grondig gerenoveerd in opdracht van de universiteit, maar worden niet gebruikt voor academische activiteiten.

### Brussels Health Campus
De medische campus van de VUB is gelegen in de gemeente Jette in het Noordwesten van Brussel. Het vormt de thuisbasis is van de faculteit Geneeskunde en Farmacie en het UZ Brussel. Verder is er onder andere het departement Gezondheidszorg van de Erasmushogeschool Brussel, en een sportcomplex Basic Fit gevestigd. Verder heeft campus Jette een eigen studentenrestaurant en eigen studentenhuisvesting. Ook campus Jette heeft een eigen bus- en tramhalte.
Het UZ Brussel kocht in 1995 ook een gebouw in Wemmel, waar het een dagcentrum voor ongeneeslijk zieken opende onder de naam TOPAZ.

### Brussels Technology Campus

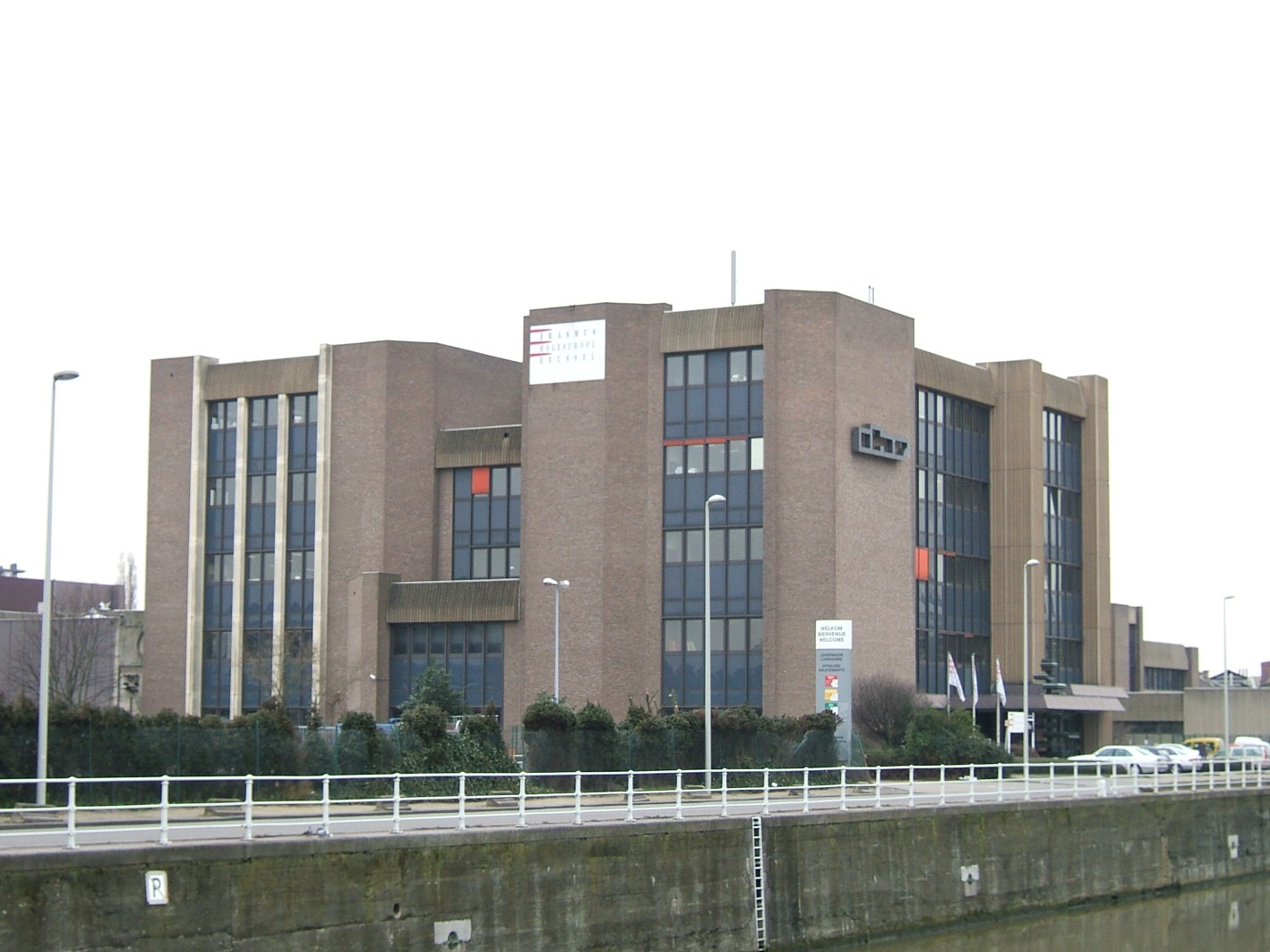
Campus Kaai

De technologiecampus in Anderlecht is de derde campus van de VUB. Hierin zijn de gebouwen van het departement Industriële Wetenschappen & Technologie. Ook de afdeling Musical van het Koninklijk Conservatorium Brussel en de Centrale diensten van de EhB. Op termijn plant de VUB haar afdelingen in Anderlecht naar Campus Etterbeek te verhuizen. Alle opleidingen die lessen hebben op campus Kaai hebben ook lessen in Elsene. In Anderlecht heeft de VUB dan ook geen aparte studentenhuisvesting of faciliteiten voorzien.

### Brussels Photonics Campus
De kleinste en meest recente campus van de VUB in Gooik huisvest een labo voor lichttoepassingen en onderzoek. De campus met laboratorium werd bewust buiten Brussel geopend in 2013, om zo trillingen voortkomend uit de stad te vermijden. Deze campus dient voornamelijk voor onderzoek en wordt bijgevolg weinig bezocht door studenten.

## Faculteiten
De Vrije Universiteit Brussel telt acht faculteiten:
- ‘’’Faculteit Recht en Criminologie (RC)’’’
- ‘’’Faculteit Sociale Wetenschappen & Solvay Business School (ES)’’’
- ‘’’Faculteit Psychologie en Educatiewetenschappen (PE)’’’
- ‘’’Faculteit Wetenschappen en Bio-ingenieurswetenschappen (WE)’’’
- ‘’’Faculteit Geneeskunde en Farmacie (GF)’’’
- ‘’’Faculteit Letteren en Wijsbegeerte (LW)’’’
- ‘’’Faculteit Ingenieurswetenschappen (IR)’’’
- ‘’’Faculteit Lichamelijke Opvoeding en Kinesitherapie (LK)’’’

Daarnaast fungeert een "Interdisciplinaire vakgroep lerarenopleiding (IDLO)" voor de specifieke lerarenopleidingen.
Het Institute for European Studies fungeert als bijzonder kenniscentrum rond Europese Studies. Het richt eveneens twee eigen master na master programma's in, een LL.M. in Europees en Internationaal Recht en een Master in de politieke wetenschappen die zich specialiseert in migratie.
Vesalius College is een onafhankelijke instantie onder de vleugels van de Vrije Universiteit Brussel en specialiseert zich bachelors studies in het Engels, gestoeld op Amerikaans model.

## Bestuur

### Raad van Bestuur
Voorzitters van de raad van bestuur:
- 1990-2002: Rik Van Aerschot
- 2003-2020: Eddy Van Gelder
- 2020-heden: Karsten De Clerck

### Rectoraat
Rectoren sedert de organieke splitsing met de ULB:
- 1969-1974: Aloïs Gerlo
- 1974-1978: Roger Van Geen
- 1978-1982: Bart De Schutter
- 1982-1986: Oscar Steenhaut
- 1986-1990: Sylvain Loccufier
- 1990-1991: Jean Renneboog
- 1991-1994: Robert Dejaegere
- 1994-2000: Els Witte
- 2000-2008: Benjamin Van Camp
- 2008-2016: Paul De Knop
- 2016-2022: Caroline Pauwels
- 2022-heden: Jan Danckaert

### Studentenraad
De studentenraad vormt het centrale orgaan van studentenvertegenwoordiging op de VUB. De raad is samengesteld uit 20 leden. De studentenraad wordt ieder jaar verkozen in het voorjaar door de studentengemeenschap zelf. De vertegenwoordigers krijgen hierna een mandaat van één jaar. De raad heeft 9 plenaire vergaderingen op een academiejaar, waarvan er meestal twee plaatsvinden op campus Jette.
De studentenraad houdt zich in de eerste plaats bezig met het vertegenwoordigen van de student in het bestuur van de VUB. Daarnaast zet ze zich ook in voor het uitbreiden van de faciliteiten voor de studenten. De studentenraad beslist ook over de erkenning van studentenverenigingen op de VUB en uitkeren van budgetten.

## Associaties en samenwerkingsverbanden
- Samen met de Erasmushogeschool Brussel vormt de VUB de Universitaire Associatie Brussel.
- In 2004 is er een samenwerkingsovereenkomst gesloten met de Koninklijke Militaire School.
- De Brussels University Alliance is een samenwerking van de VUB en de Franstalige zusterinstelling ULB. De bedoeling is om een gemeenschappelijk portaal te vormen voor buitenlandse studenten. Een eerste concrete stap is de recente oprichting van BRUFACE, waaronder de VUB en de ULB vanaf het academiejaar 2011-2012 gezamenlijke Engelstalige masteropleidingen. In een eerste fase gaat het om opleidingen in de ingenieurswetenschappen, maar het is de bedoeling om het aanbod verder uit te breiden.
- Het Universiteitsarchief werkt samen met het Centrum voor Vrijzinnig Humanistisch Erfgoed (vroeger gekend onder Vrijzinnig Studie-, Archief- en Documentatiecentrum "Karel Cuypers") onder de naam "CAVA" of Centrum voor Academische en Vrijzinnige Archieven.

Eredoctoraten werden door de VUB toegekend aan onder meer Nelson Mandela, Hans Blix, Noam Chomsky, Dario Fo, Natan Ramet, Richard Stallman, Johann Olav Koss, Jan Terlouw, Herman van Veen, Eddy Merckx en Richard Dawkins.
In mei 2004 werd de VUB Alumni Association of America (VUBAAA) opgericht.

## Media

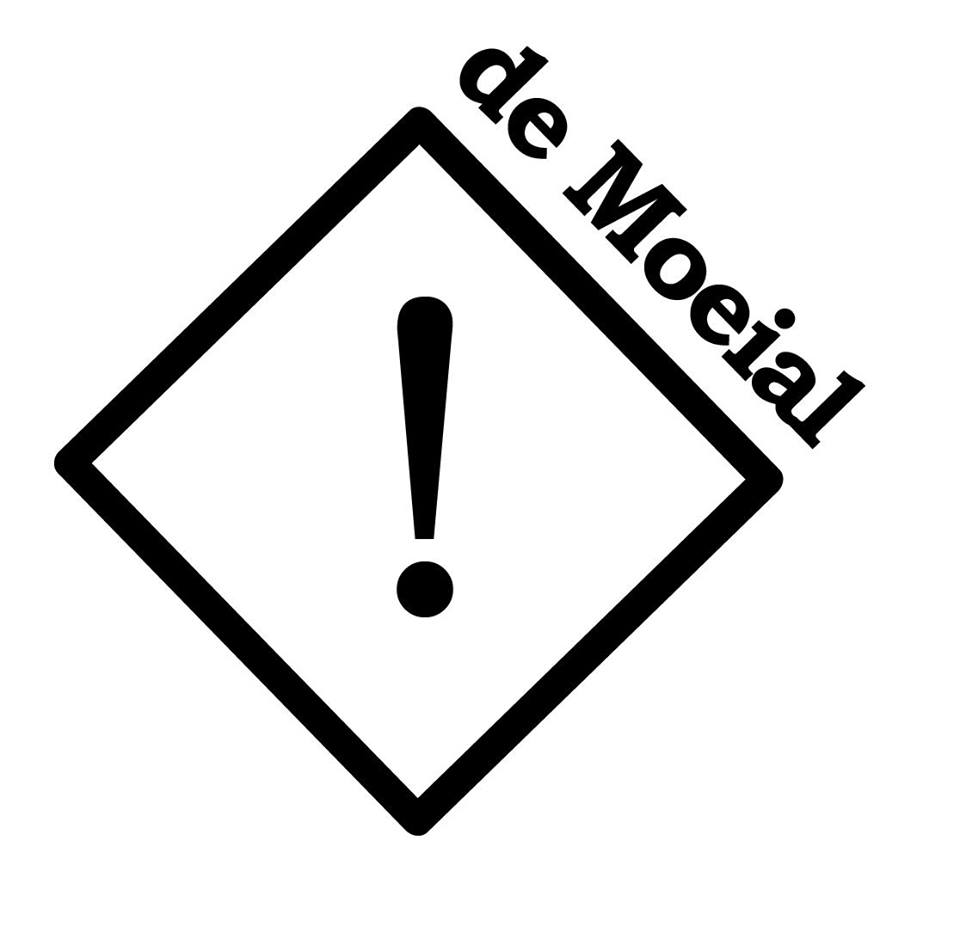
De Moeial, het studentenblad van de VUB

De VUB beschikt over een eigen nieuwsorgaan, VUBtoday, waarop regelmatig nieuws verschijnt over de universiteit en het studentenleven. Daarnaast beschikt de universiteit sinds 2015 ook over een eigen magazine genaamd Henri (naar Henri Poincaré) waarin zowel Nederlands als Engelstalige artikelen verschijnen.
Naast de officiële mediaorganen van de universiteit beschikt de VUB ook over een onafhankelijk studentenblad, De Moeial, dat volledig door vrijwillige studenten geschreven wordt. Dit blad bestaat al sinds 1983 en kenmerkt zich door een meer kritische blik op het universiteitsgebeuren.

## (Studenten-)verenigingen[39]
Er bestaan een heleboel verenigingen en kringen op de VUB. Die worden op hun beurt opgedeeld in volgende categorieën:
- Facultair: Deze kringen zijn verbonden aan de faculteiten waarin deze studenten studeren.
- Regionaal: Voor studenten die trots zijn op hun roots, de voeling met thuis niet wil verliezen of ook in Brussel graag het lokaal dialect wil spreken.
- Interesse: Verenigingen die studenten verbindt met dezelfde interesse, hobby's of gedachtegoed.
- sui generisverenigingen: dit zijn verenigingen die een specifieke taak hebben en een "dienst" leveren aan de studentengemeenschap of de universiteit. Dit zijn het Brussels Studentengenootschap (BSG), het studentenblad De Moeial, de cursusdienst "Overkoepelende Studiedienst" (OSD) de Studiekring Vrij Onderzoek (STKVO).